# Таємний світ Алекс Мак
Таємний світ Алекс Мак (англ. The Secret World of Alex Mack) — американський дитячий телесеріал, який ішов на каналі Nickelodeon з 8 жовтня 1994 до 15 січня 1998 року. В Україні серіал транслювався на Новому каналі у російському багатоголосому закадровому озвученні телеканалу ТНТ.

## Сюжет
Звичайна 13-річна дівчинка Алекс Мак живе з батьками та старшою сестрою у містечку Райська Долина (англ. Paradise Valley). Після першого дня у новій школі, на шляху додому Алекс мало не збила вантажівка, що перевозила надсекретний хімікат GC-161. Частина цієї речовини потрапила на Алекс, внаслідок чого вона отримала незвичайні здібності. Тепер вона може переміщувати предмети, стріляти електричними розрядами з пальців, перетворюватися на рідину та розжарюватися, коли вона виходить із себе. Про це знають тільки її сестра Анна та найкращий друг Рей. А у цей час вчені з хімічного заводу розпочинають на Алекс полювання, щоб викрасти її та використовувати у своїх експериментах.

## Персонажі
| Актор                 | Роль                    |
| --------------------- | ----------------------- |
| Лариса Олійник        | Александра «Алекс» Мак  |
| Дерріс Лав            | Реймонд «Рей» Альварадо |
| Мередіт Бішоп         | Анна «Енні» Мак         |
| Майкл Блеклі          | Джордж Мак              |
| Доріан Лопінто        | Барбара Мак             |
| Бенжамін Кімболл Сміт | Льюїс Дрісколл          |
| Джон Нільсен          | Дейв Ботт               |
| Гіларі Сальваторе     | Келлі Філліпс           |
| Натанья Рос           | Робін Руссо             |
| Алексіс Філдс         | Ніколь Вілсон           |
| Луан Гідеон           | Даніель Атрон           |
| Джон Марзіллі         | Вінс Картер             |
| Кевін Квіглі          | Ларс Фредеріксон        |
| Вілл Естес            | Гантер Рівз             |

- Александра «Алекс» Мак — звичайна дівчинка-підліток, яка після потрапляння на неї хімічної речовини отримала екстраординарні здібності та змушена боротися з хімічною компанією.
- Реймонд «Рей» Альварадо — найближчий друг Алекс і її сусід. Алекс вбачає в ньому свого брата та ділиться з ним своїми секретами. Хоча він ледачий і нероба, але він готовий зробити все, щоб захистити Алекс.
- Анна «Енні» Мак — старша сестра Алекс і науковий геній. Крім Рея вона єдина, хто знає про секрет Алекс. Вона вважає, що здібності Алекс допоможуть отримати Нобелівську премію, і тільки вона може контролювати її непередбачувані сили. Врешті-решт вона вступає до коледжу, залишивши Алекс і Рея самих долати проблеми, що виникають.
- Джордж і Барбара Мак — батьки Алекс, які не підозрюють про її здібності. Джордж — блискучий хімік, який працює на Даніель Атрон на заводі, Барбара працює в піар-компанії.
- Льюїс Дрісколл — з'являється у другому сезоні. Він один із друзів Рея. Він сміливий, але Алекс бачить у ньому тільки базіку, що дратує.
- Дейв Вотт — тупий водій вантажівки, з якої на Алекс пролився хімікат GC-161. Він часто допомагає Вінсові в його спробах захопити Алекс. Пізніше він краще дізнається Алекс (у третьому сезоні) і береться захищати її від представників заводу.
- Келлі Філліпс — з'являється у другому сезоні. Келлі навчається в одній школі з Алекс і є її суперницею.
- Робін Руссо — одна з подруг Алекс. Хоча й рада бути поряд, але у неї  низька самооцінки.
- Ніколь Вілсон — ще одна подруга Алекс. На противагу Робін, має вольову поведінку та надає запалу стосункам.
- Даніель Атрон — власниця хімічного заводу. Головний ворог Алекс. Хоче вивести на ринок GC-161 як засіб для схуднення, та знайти і захопити Алекс, щоб використати її для дослідів, а також для того, щоб зберегти власні плани в таємниці.
- Вінс Картер — начальник служби безпеки заводу. Робить усе, щоб знайти Алекс. Він зневажає роботу з Дейвом через аварію, і постійно мучить його. Даніель Атрон після постійних невдач звільняє Вінса, але той продовжує полювання на Алекс.
- Ларс Фредеріксон — з'являється у третьому сезоні. Кваліфікований хімік із закордонного філіалу заводу в Відні. Він займає місце Вінса, коли того звільняють.
- Гантер Рівз — з'являється в четвертому сезоні. Гантер приїжджає в Райську Долину, розшукуючи свого батька, пов'язаного з GC-161. Пізніше він стає другом і довіреною особою Алекс.

## Список серій

### Сезон 1 (1994—1995)
| №  | #  | Назва                                                          | Режисер        | Сценарист      | Світова прем'єра  | Прем'єра в Україні |
| -- | -- | -------------------------------------------------------------- | -------------- | -------------- | ----------------- | ------------------ |
| 1  | 1  | «Нещасний випадок» «The Accident»                              | Буде визначено | Буде визначено | 8 жовтня 1994     | 24 березня 2001    |
| 2  | 2  | «Стрибаюча війна» «Hoop War»                                   | Буде визначено | Буде визначено | 15 жовтня 1994    | 25 березня 2001    |
| 3  | 3  | «Ціна заліку» «Shock Value»                                    | Буде визначено | Буде визначено | 22 жовтня 1994    | 31 березня 2001    |
| 4  | 4  | «Відеокасета» «The Videotape»                                  | Буде визначено | Буде визначено | 5 листопада 1994  | 1 квітня 2001      |
| 5  | 5  | «Шкільний танець» «School Dance»                               | Буде визначено | Буде визначено | 12 листопада 1994 | 7 квітня 2001      |
| 6  | 6  | «Науковий проект» «Science Fair»                               | Буде визначено | Буде визначено | 19 листопада 1994 | 8 квітня 2001      |
| 7  | 7  | «Хибна тривога» «False Alarm»                                  | Буде визначено | Буде визначено | 3 грудня 1994     | 14 квітня 2001     |
| 8  | 8  | «Ворожнеча» «The Feud»                                         | Буде визначено | Буде визначено | 10 грудня 1994    | 15 квітня 2001     |
| 9  | 9  | «Алекс і мама» «Alex and Mom»                                  | Буде визначено | Буде визначено | 7 січня 1995      | 21 квітня 2001     |
| 10 | 10 | «День застуди в Райській Долині» «Cold Day in Paradise Valley» | Буде визначено | Буде визначено | 14 січня 1995     | 22 квітня 2001     |
| 11 | 11 | «Енні ручається» «Annie Bails»                                 | Буде визначено | Буде визначено | 21 січня 1995     | 28 квітня 2001     |
| 12 | 12 | «Соло» «The Solo»                                              | Буде визначено | Буде визначено | 28 січня 1995     | 29 квітня 2001     |
| 13 | 13 | «Поїздка» «Road Trip»                                          | Буде визначено | Буде визначено | 4 лютого 1995     | 5 травня 2001      |

### Сезон 2 (1995—1996)
| №  | #  | Назва                                                             | Режисер        | Сценарист      | Світова прем'єра  | Прем'єра в Україні |
| -- | -- | ----------------------------------------------------------------- | -------------- | -------------- | ----------------- | ------------------ |
| 14 | 1  | «Щоденник» «The Journal»                                          | Буде визначено | Буде визначено | 14 жовтня 1995    | 6 травня 2001      |
| 15 | 2  | «Візок для гольфу» «Double Bogey»                                 | Буде визначено | Буде визначено | 21 жовтня 1995    | 12 травня 2001     |
| 16 | 3  | «Новачок у місті» «New Kid in Town»                               | Буде визначено | Буде визначено | 21 жовтня 1995    | 13 травня 2001     |
| 17 | 4  | «Секрет» «The Secret»                                             | Буде визначено | Буде визначено | 28 жовтня 1995    | 19 травня 2001     |
| 18 | 5  | «Підозрювана» «Suspect»                                           | Буде визначено | Буде визначено | 4 листопада 1995  | 20 травня 2001     |
| 19 | 6  | «Тиск» «Pressure»                                                 | Буде визначено | Буде визначено | 11 листопада 1995 | 26 травня 2001     |
| 20 | 7  | «Таємничий світ Рея Альварадо» «The Secret World of Ray Alvarado» | Буде визначено | Буде визначено | 18 листопада 1995 | 27 травня 2001     |
| 21 | 8  | «Щуряча пастка» «Rat Trap»                                        | Буде визначено | Буде визначено | 2 грудня 1995     | 2 червня 2001      |
| 22 | 9  | «Покарана» «Busted»                                               | Буде визначено | Буде визначено | 9 грудня 1995     | 3 червня 2001      |
| 23 | 10 | «Подарунок» «The Gift»                                            | Буде визначено | Буде визначено | 23 грудня 1995    | 9 червня 2001      |
| 24 | 11 | «Рей їде до Вашингтону» «Ray Goes to Washington»                  | Буде визначено | Буде визначено | 30 грудня 1995    | 10 червня 2001     |
| 25 | 12 | «Трофей» «Trophy Case»                                            | Буде визначено | Буде визначено | 6 січня 1996      | 16 червня 2001     |
| 26 | 13 | «На скелях» «On the Rocks»                                        | Буде визначено | Буде визначено | 13 січня 1996     | 17 червня 2001     |
| 27 | 14 | «Сатурн» «Saturn»                                                 | Буде визначено | Буде визначено | 20 липня 1996     | 23 червня 2001     |
| 28 | 15 | «Мак-телебачення» «Mack TV»                                       | Буде визначено | Буде визначено | 27 липня 1996     | 24 червня 2001     |
| 29 | 16 | «Вечірка» «The Party»                                             | Буде визначено | Буде визначено | 3 серпня 1996     | 30 червня 2001     |
| 30 | 17 | «Карнавал» «Carnival»                                             | Буде визначено | Буде визначено | 10 серпня 1996    | 1 липня 2001       |
| 31 | 18 | «Місцевий герой» «Local Hero»                                     | Буде визначено | Буде визначено | 14 вересня 1996   | 7 липня 2001       |
| 32 | 19 | «Світ без Алекс» «World Without Alex»                             | Буде визначено | Буде визначено | 21 вересня 1996   | 8 липня 2001       |
| 33 | 20 | «Нерв» «Nerve»                                                    | Буде визначено | Буде визначено | 28 вересня 1996   | 14 липня 2001      |

### Сезон 3 (1996—1997)
| №  | #  | Назва                                               | Режисер        | Сценарист      | Світова прем'єра  | Прем'єра в Україні |
| -- | -- | --------------------------------------------------- | -------------- | -------------- | ----------------- | ------------------ |
| 34 | 1  | «Інша сторона. Частина 1» «The Other Side (Part 1)» | Буде визначено | Буде визначено | 5 жовтня 1996     | 15 липня 2001      |
| 35 | 2  | «Інша сторона. Частина 2» «The Other Side (Part 2)» | Буде визначено | Буде визначено | 8 жовтня 1996     | 21 липня 2001      |
| 36 | 3  | «На роботі» «Working»                               | Буде визначено | Буде визначено | 10 жовтня 1996    | 22 липня 2001      |
| 37 | 4  | «Операція «Порятунок»» «Operation: Breakout»        | Буде визначено | Буде визначено | 15 жовтня 1996    | 28 липня 2001      |
| 38 | 5  | «Сусід» «The Neighbor»                              | Буде визначено | Буде визначено | 17 жовтня 1996    | 29 липня 2001      |
| 39 | 6  | «Образи» «Images»                                   | Буде визначено | Буде визначено | 22 жовтня 1996    | 4 серпня 2001      |
| 40 | 7  | «Великий Рей» «Big Ray»                             | Буде визначено | Буде визначено | 24 жовтня 1996    | 5 серпня 2001      |
| 41 | 8  | «Новий світовий порядок» «New World Order»          | Буде визначено | Буде визначено | 29 жовтня 1996    | 11 серпня 2001     |
| 42 | 9  | «Що ж робити з цими пузирями» «Bubbling Over»       | Буде визначено | Буде визначено | 5 листопада 1996  | 12 серпня 2001     |
| 43 | 10 | «Стукач» «T Muckraker»                              | Буде визначено | Буде визначено | 7 листопада 1996  | 18 серпня 2001     |
| 44 | 11 | «Погана дівчинка» «Bad Girl»                        | Буде визначено | Буде визначено | 12 листопада 1996 | 19 серпня 2001     |
| 45 | 12 | «Дублерка» «The Understudy»                         | Буде визначено | Буде визначено | 14 листопада 1996 | 25 серпня 2001     |
| 46 | 13 | «Людина-таємниця» «Mystery Man»                     | Буде визначено | Буде визначено | 19 листопада 1996 | 26 серпня 2001     |
| 47 | 14 | «Хімія» «Chemistry»                                 | Буде визначено | Буде визначено | 21 листопада 1996 | 1 вересня 2001     |
| 48 | 15 | «Її власна кімната» «A Room of Her Own»             | Буде визначено | Буде визначено | 26 листопада 1996 | 2 вересня 2001     |
| 49 | 16 | «Спайві» «Spivey»                                   | Буде визначено | Буде визначено | 3 грудня 1996     | 8 вересня 2001     |
| 50 | 17 | «Жінка року» «Woman of the Year»                    | Буде визначено | Буде визначено | 5 грудня 1996     | 9 вересня 2001     |
| 51 | 18 | «Дванадцять з половиною» «Twelve and a Half»        | Буде визначено | Буде визначено | 10 грудня 1996    | 15 вересня 2001    |
| 52 | 19 | «Контрольна» «The Test»                             | Буде визначено | Буде визначено | 26 грудня 1996    | 16 вересня 2001    |
| 53 | 20 | «Дятел» «The Creeper»                               | Буде визначено | Буде визначено | 2 січня 1997      | 22 вересня 2001    |
| 54 | 21 | «Трикутник» «Triangle»                              | Буде визначено | Буде визначено | 18 лютого 1997    | 23 вересня 2001    |
| 55 | 22 | «Друзі, такі як ці» «Friends Like That»             | Буде визначено | Буде визначено | 20 лютого 1997    | 29 вересня 2001    |
| 56 | 23 | «Швидкісні велосипеди» «BMX»                        | Буде визначено | Буде визначено | 25 лютого 1997    | 30 вересня 2001    |
| 57 | 24 | «Кошмар у раю» «Nightmare in Paradise»              | Буде визначено | Буде визначено | 27 лютого 1997    | 6 жовтня 2001      |
| 58 | 25 | «Оплески» «Cheers»                                  | Буде визначено | Буде визначено | 4 березня 1997    | 7 жовтня 2001      |

### Сезон 4 (1997—1998)
| №  | #  | Назва                                 | Режисер        | Сценарист      | Світова прем'єра  | Прем'єра в Україні |
| -- | -- | ------------------------------------- | -------------- | -------------- | ----------------- | ------------------ |
| 59 | 1  | «Водіння» «Driving»                   | Буде визначено | Буде визначено | 23 вересня 1997   | 13 жовтня 2001     |
| 60 | 2  | «День «зелених»» «Green Day»          | Буде визначено | Буде визначено | 25 вересня 1997   | 14 жовтня 2001     |
| 61 | 3  | «Табір» «Camping»                     | Буде визначено | Буде визначено | 30 вересня 1997   | 20 жовтня 2001     |
| 62 | 4  | «Ешлі» «Ashley»                       | Буде визначено | Буде визначено | 2 жовтня 1997     | 21 жовтня 2001     |
| 63 | 5  | «Оскар» «Oscar»                       | Буде визначено | Буде визначено | 7 жовтня 1997     | 27 жовтня 2001     |
| 64 | 6  | «Не з тієї ноги» «Foot Fault»         | Буде визначено | Буде визначено | 9 жовтня 1997     | 28 жовтня 2001     |
| 65 | 7  | «Метаморфози» «The Switch»            | Буде визначено | Буде визначено | 14 жовтня 1997    | 3 листопада 2001   |
| 66 | 8  | «Шторм» «The Storm»                   | Буде визначено | Буде визначено | 16 жовтня 1997    | 4 листопада 2001   |
| 67 | 9  | «Від'їзд» «Leaving»                   | Буде визначено | Буде визначено | 21 жовтня 1997    | 10 листопада 2001  |
| 68 | 10 | «Сеньйора Гарсія» «Senora Garcia»     | Буде визначено | Буде визначено | 23 жовтня 1997    | 11 листопада 2001  |
| 69 | 11 | «Доктор» «The Doctor»                 | Буде визначено | Буде визначено | 28 жовтня 1997    | 17 листопада 2001  |
| 70 | 12 | «Гурт» «The Band»                     | Буде визначено | Буде визначено | 4 листопада 1997  | 18 листопада 2001  |
| 71 | 13 | «Все змінюється» «Things Change»      | Буде визначено | Буде визначено | 6 листопада 1997  | 24 листопада 2001  |
| 72 | 14 | «Повернення» «The Return»             | Буде визначено | Буде визначено | 18 листопада 1997 | 25 листопада 2001  |
| 73 | 15 | «Дружні почуття» «Friendly Fire»      | Буде визначено | Буде визначено | 20 листопада 1997 | 1 грудня 2001      |
| 74 | 16 | «Брехня і секрети» «Lies and Secrets» | Буде визначено | Буде визначено | 25 листопада 1997 | 2 грудня 2001      |
| 75 | 17 | «Без перцю» «Without Feathers»        | Буде визначено | Буде визначено | 2 грудня 1997     | 8 грудня 2001      |
| 76 | 18 | «24 години» «24 Hours»                | Буде визначено | Буде визначено | 4 грудня 1997     | 9 грудня 2001      |
| 77 | 19 | «Загублений рай» «Paradise Lost»      | Буде визначено | Буде визначено | 15 січня 1998     | 15 грудня 2001     |
| 78 | 20 | «Набутий рай» «Paradise Regained»     | Буде визначено | Буде визначено | 15 січня 1998     | 16 грудня 2001     |

## Нагороди та номінації
| Нагорода                     | Рік  | Категорія                                                       | Номінований(а) | Підсумок  |
| ---------------------------- | ---- | --------------------------------------------------------------- | -------------- | --------- |
| Премія Гільдії режисерів США | 1998 | За визначні досягнення у створенні дитячих програм              | Шон Леві       | Номінація |
| Премія «Молодий актор»       | 1999 | Найкраща молода акторка драматичного чи комедійного телесеріалу | Лариса Олійник | Номінація |
| Премія «Молодий актор»       | 1998 | Найкращий сімейний драматичний телесеріал                       |                | Номінація |
| Премія «Молодий актор»       | 1998 | Найкраща молода акторка драматичного телесеріалу                | Лариса Олійник | Номінація |
| Премія «Молодий актор»       | 1997 | Найкращий сімейний драматичний телесеріал                       |                | Номінація |
| Премія «Молодий актор»       | 1997 | Найкраща запрошена молода акторка драматичного серіалу          | Франческа Сміт | Номінація |
| Премія «Молодий актор»       | 1997 | Найкращий молодий актор драматичного телесеріалу                | Дерріс Лав     | Номінація |
| Премія «Молодий актор»       | 1997 | Найкраща молода акторка драматичного серіалу                    | Лариса Олійник | Номінація |
| Премія «Молодий актор»       | 1996 | Найкращий телевізійний молодіжний акторський колектив           |                | Перемога  |
| Премія «Молодий актор»       | 1996 | Найкраща молода акторка комедійного телесеріалу                 | Натанья Рос    | Номінація |
| Премія «Молодий актор»       | 1995 | Найкращий новий сімейний телесеріал                             |                | Номінація |
| Премія «Молодий актор»       | 1995 | Найкраща молода акторка комедійного телесеріалу                 | Лариса Олійник | Номінація |
| Молода зірка                 | 1998 | Найкраща молода акторка комедійного телесеріалу                 | Лариса Олійник | Номінація |